# Yukon Delta National Wildlife Refuge
De Yukon Delta National Wildlife Refuge is een National Wildlife Refuge in het zuidwesten van de Amerikaanse staat Alaska. Met een oppervlakte van 77.538 km² is het het op één na grootste van de National Wildlife Refuges, beslaat het 1/8 van de totale landoppervlakte die door NWR's worden beschermd en is het het op een na grootste stuk land in eigendom van de Amerikaanse federale overheid. Het is een natuurgebied in beheer van de United States Fish and Wildlife Service, het hoofdkwartier van hun beheerseenheid voor deze Refuge bevindt zich in Bethel. Het gebied van de Yukon Delta National Wildlife Refuge bestaat uit een kustvlakte aan de Beringzee gevormd door de rivierdelta van de Yukon en de Kuskokwim. De vlakte bevat veel drasland op zeeniveau dat wordt bevloeid door de getijden van de Beringzee. Ook de eilanden Nelson Island en Nunivak Island behoren tot het Refuge.
In het Wildlife Refuge leven 25.000 mensen, in 35 nederzettingen. De inwoners behoren tot de Joepiken.
Het NWR werd in 1980 opgericht toen het Amerikaans Congres de Alaska National Interest Lands Conservation Act goedkeurde en deze bill naar wetgeving werd omgezet door de handtekening van president Jimmy Carter op 2 december 1980.